# Bärsta herrgård
Bärsta herrgård är en herrgård två kilometer nordost om Hackvads kyrka i Hackvads socken. Inte långt från herrgården finns fornlämningar med stensättningar och högarna på Lurbobacken.
Herrgården består av två kronohemman och två frälsehemman med gårdarna Bärsta och Lundby, som i början av 1800-talets sammanfördes till ett gods. Huvudbyggnaden som uppfördes 1775 är i en för tiden typisk herrgårdsstil med säteritak. När byggnaden uppfördes återanvände man timmer från den tidigare träkyrkan i Finnerödja. Huvudbyggnaden som är i två våningar inrymmer 14 rum och två hallar och kök. Den norra flygelbyggnaden som uppfördes omkring 1640 är ålderdomligt utrustad med en svalgång och en utvändig fritrappa medan den södra som uppfördes i mitten av 1800-talet har ett modernare snitt. Byggnaderna omges av en trädgård och en mindre park. Under gården fanns tidigare arrendetorp med egna jordbruk och odlingslotter. Mellan 1840 och 1946 uppfördes fem arbetarbostäder med tillsammans nio lägenheter som sedan moderniserades 1938–1947. De olika ekonomibyggnaderna är i blandade åldrar bland annat uppfördes stallet 1875, ett magasin 1895 och en större ladugård 1900 samtidigt med uppförandet av ladugården genomgick mangårdsbyggnaden en grundlig renovering. Till godset hörde även en handelsträdgård med flera växthus och ett 100-tal fruktträd. Jordbrukets åkerjord har en mycket hög bördig beskaffenhet, och ängen har, genom den sjösänkning av den närbelägna Skarby sjön som genomfördes 1862–1864, även förvandlas till bra åkermark.

## Ägarlängd

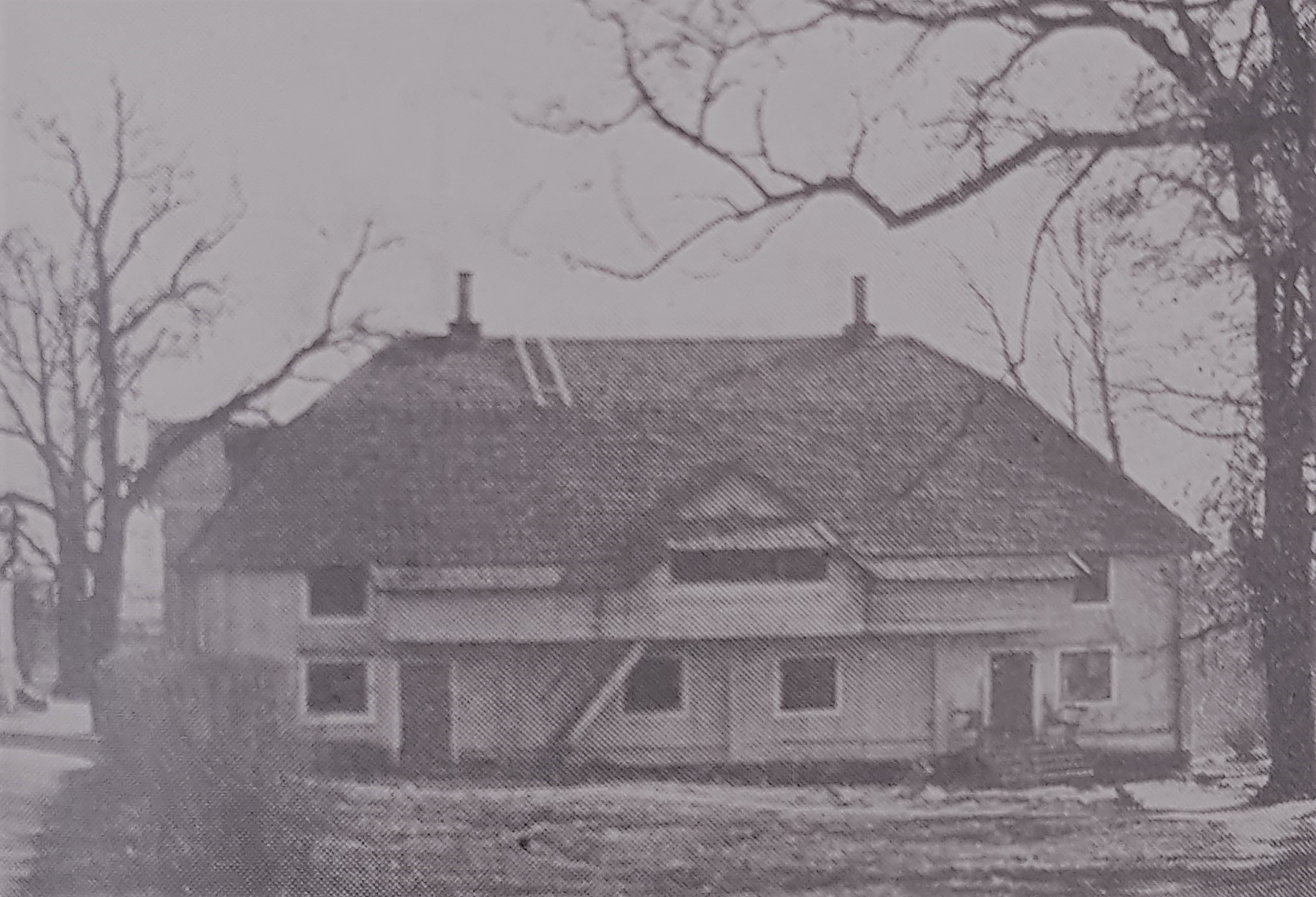
Norra flygeln Bärsta herrgård

Det finns få uppgifter om de första ägarna till egendomen, man vet att det omkring 1400 fanns de två gårdarna Peder i Bæresta och Lasse i Lundby olika källor anger olika tidpunkter för när dessa två gårdar slogs samman, en källa anger att sammanslagningen skedde 1399 medan en annan anger tidpunkten till början av 1800-talet. I början av 1600-talet finns det noterat att ståthållaren i Östergötland Carl Eriksson Sparre (1595–1632) och dennes svåger riksmarskalken friherre Åke Axelsson Natt och Dag till Göksholm (1594-1655) ägde gården Bärsta. I början av 1700-talet var ryttmästaren Harald Podolin Pistolskiöld (1644-1732) och från 1720 överstinnan Gustaviana Horn af Rantzien (död 1726) dotter till landshövding Jacob Fleming (1640-1689) som ägare till Bärsta. 1750 såldes egendomen Bärsta och tre hemman av till brukspatron Johan Lundahl, och 1760 var hovrättsrådet i Svea hovrätt Lars (Lorentz) von Stockenström och hans fru Maria Elisabet Fegræa ägare; de sålde egendomen till kapten Sven Fredrik Ugglas (1729-1808) som genom ytterligare köp 1761 blev ägare till fyra hemman runt Bärsta. Han bytte 1774 bort egendomen samt två underlydande gårdar till stallmästaren hos hertig Karl, Per Jacob Hofling mot 37/6I6 andelar av Riddarhyttan samt en kontant summa av 90,000 daler kopparmynt. Redan 1780 överlät Hofling egendomen på kamrer Magnus Egerström som 1789 friköpte kronohemmanen runt Bärsta. Därefter innehades godset av hovjunkare Johan Henrik af Geijerstam (1763-1846) som 1802 sålde Bärsta och fyra underlydande hemman till bruksinspektor Per Roman (1759-1827). Vid dennes död 1827 ärvdes egendomen av brodern bruksinspektor Lars Roman (1755-1833) som genom ett gåvobrev flyttade äganderätten till sönerna advokatfiskalen i Bergskollegium Sven Abraham Roman (1792-1850) och bruksinspektoren Per Isaac Roman (1793-1870). De två bröderna Roman köpte 1831 gården Lundby med hemman av brukspatron Henrik von Hofsten på Villingsberg. Vid advokatfiskalen Romans död 1850 övergick äganderätten av egendomen till P. I. Roman som blev ensam ägare till egendomen. Vid hans död ärvdes godset av hans dotter Hedda Johanna Roman (1831-1890) och hennes man agronom Johan Bernhard Wetter (1820-1895). Vid dennes död 1895 ärvdes Bärsta av sonen godsägare Carl Wetter (1868-1951), som innehade gården till 1945, då han sålde den till sin son godsägare Gillis Wetter. 1988 övertogs gården av Gillis brorson Klas Wetter (f 1946 - ) Klas drev gården med sin Fru Eva Wetter (f Gustafsson) fram till 2014 då deras dotter Katarina Wetter-Edman (f 1971) blev ägare till Bärsta.

## Fornlämningar
På en till Bärsta egendomen tillhörig ekhage finnas åtskilliga fornlämningar som består av domarringar samt ett gravfält bestående av omkring 25 fornlämningar. Dessa består av 21 runda stensättningar och 4 resta stenar.